# Байсал
Байса́л (каз. Байсал) — село у складі Кизилжарського району Північноказахстанської області Казахстану. Входить до складу Світлопольського сільського округу.
Населення — 128 осіб (2021; 210 у 2009, 394 у 1999, 545 у 1989).
Національний склад станом на 1989 рік:
- німці — 55 %
- казахи — 22 %.